# Aide-de-camp

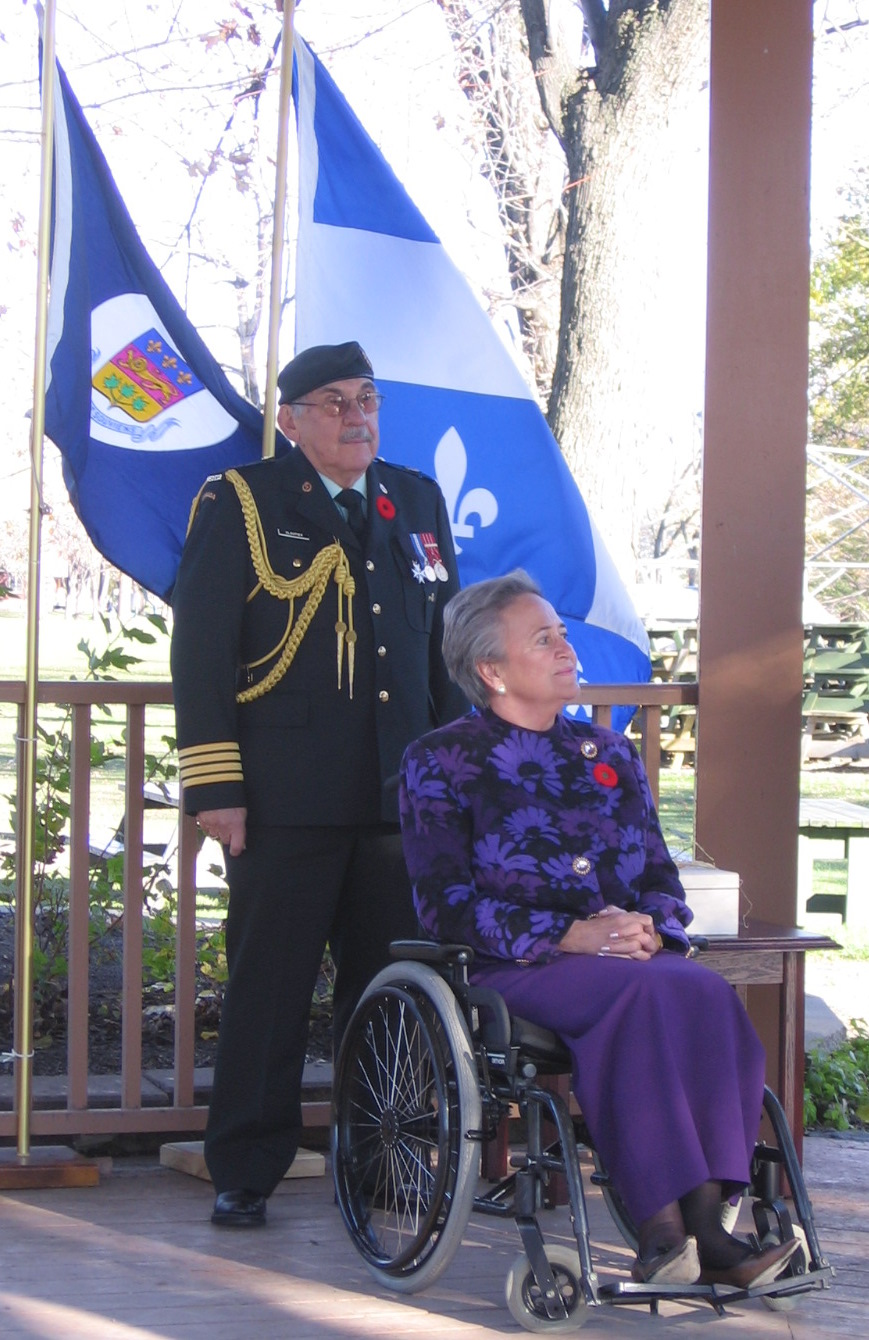
Ein Aide-de-camp mit Lise Thibault, Vizegouverneurin von Québec, 2006

Ein Aide-de-camp (ADC, französische Aussprache [ɛddəˈkɑ̃], englische Aussprache [ˌeɪddəˈkɑːŋ]; Mehrzahl Aides-de-camp, französische Aussprache [ɛddəkɑ̃], englische Aussprache [ˌeɪdzdəˈkɑːŋ]) ist der Adjutant, Sekretär oder persönliche Assistent einer hochgestellten Person, meist eines hohen Militärs oder des Staatsoberhaupts eines Landes.

## Begriff
Die Bezeichnung ist seit dem 16. Jahrhundert im Französischen belegt.
Im deutschen Sprachraum wird ein Aide-de-camp als Flügeladjutant bezeichnet. Dies war ursprünglich der Adjutant des Feldherrn, der für die Übermittlung der Befehle an die einzelnen Flügel der kämpfenden Armee zu sorgen hatte. Später entwickelte sich daraus die Bezeichnung für einen Adjutanten, der einem Fürsten für militärische und repräsentative Dienste persönlich zugeteilt war, oder einen Adjutanten eines hohen Generals.

## Aufgaben
Die Rolle eines (oder einer) Aide-de-camp wird meist durch eine jüngere Person ausgeübt, die sich durch besondere Auszeichnung für diesen Ehrenposten verdient gemacht hat. Sie hat eine bedeutende Vertrauensstellung inne.
Die Aufgaben des Aide-de-camp bestehen darin, als Verbindungsglied zwischen seinem Vorgesetzten und den weiteren Teilen der Befehlskette zu dienen. Daneben achtet der Aide-de-camp auf die Wahrung des Protokolls. Er unterstützt generell seinen Vorgesetzten mit Rat und Beistand und nimmt sich seines Wohlbefindens an, z. B. durch die Bereitstellung von Getränken oder Sitzgelegenheiten.

## Ehrentitel
In manchen Staaten ist der Aide-de-camp auch ein reiner Ehrentitel. Er wird dann mit ADCH (Aide-de-camp honoraire) abgekürzt.

## Britisches Königshaus
Im Commonwealth kann der Titel als „personal aide-de-camp“ des Monarchen oder seiner Gouverneure verliehen werden. Ein solcher Aide-de-camp darf den Namenszusatz „ADC“ oder „A de C“ führen – ein Aide-de-Camp des Monarchen „ADC(P)“.
Im Haus Windsor trägt der aktuelle Thronfolger Prinz William unter anderem den Titel Aide-de-camp to His Majesty.

## Uniform
Der Aide-de-camp trägt als Erkennungszeichen zu seiner Uniform meist eine Achselschnur an der rechten Schulter.